# Arado Ar 79
Arado Ar 79 – niemiecki samolot sportowy (do akrobacji i turystyki), dwumiejscowy dolnopłat, jednosilnikowy, zaprojektowany w 1937 roku przez Waltera Blume i produkowany w zakładach Arado. W czasie II wojny światowej używany także przez Luftwaffe jako samolot łącznikowy, towarzyszący i szkoleniowy.

## Historia konstrukcji
Konstruktorem maszyny był inż. Walter Blume. Egzemplarz prototypowy został oblatany 20 kwietnia 1938 r. Produkcję samolotów zakończono w 1941 roku. Pomimo znakomitych właściwości pilotażowych i dobrych osiągów zbudowano tylko 48 płatowców. Ar 79 budowany był w wersjach A, B, D i E, które różniły się jedynie drobnymi szczegółami wyposażenia a ich osiągi były bardzo podobne. Podczas II wojny światowej istniejące maszyny wykorzystała Luftwaffe do zadań łącznikowych i do szkolenia. Wojnę przetrwał jeden egzemplarz Ar 79B-1 (W/Nr.047) z nr. rejestracyjnym D-ECUV. W 1945 r. został przejęty przez Francję, w 1961 r. powrócił do Niemiec. Jest eksponowany w Muzeum Techniki w Berlinie (Deutsches Technikmuseum).

## Opis konstrukcji

Silnik Hirth HM-504A eksponowany w MLP w Krakowie

Dolnopłat o konstrukcji mieszanej. Kadłub spawany ze stalowych rur kryty stopem „Elektron”. Skrzydło jednodźwigarowe z kesonem przednim o konstrukcji drewnianej krytej sklejką i płótnem, mocowane do środkowej części płata za pomocą trzech sworzni. Lotki szczelinowe typu Frize, metalowe kryte płótnem. Statecznik pionowy stanowi jedną całość z kadłubem, całkowicie metalowy. Statecznik poziomy nastawiany na ziemi. Stery metalowe kryte płótnem. Ster wysokości niedzielony, napędzany za pomocą jednej dźwigni, zaopatrzony w dwie nastawne w locie klapki Flettnera. Czterocylindrowy rzędowy, chłodzony powietrzem silnik Hirth HM 504A-2 o mocy 105 KM. W wersji zwykłej samolot zabierał w dwóch zbiornikach mieszczących się pod bagażnikiem za kabiną, 120 litrów paliwa. Podwozie trójkołowe z kółkiem ogonowym osadzonym obrotowo. Podwozie główne o rozstawie kół 2 m zaopatrzone w hamulce, chowane hydraulicznie. Dwuosobowa kabina z siedzeniami w układzie obok siebie o podwójnym sterowaniu w pełni oszklona, zapewniała doskonałą widoczność.

## Rekordowe podróże
Ar 79 ustanowiły szereg nowych rekordów w swojej klasie. 15 lipca 1938 r. Ar 79A V1 o rejestracji D-EKCX (pilot Luber) ustanowił rekord prędkości na trasie 1000 km wynoszący 229,04 km/h, a dwa tygodnie później 29 lipca na pokładzie drugiego prototypu Ar 79A V2 z rejestracją D-EHCR (pilot Seelbach) ustanowił rekord prędkości na trasie 2000 km – 227,029 km/h. Innym znakomitym osiągnięciem był rozpoczęty 29 grudnia 1938 r. na samolocie D-EHCR przelot non-stop z Bengazi w Libii do Gaya w Indiach. Trasa ta o długości 6903 km została pokonana ze średnią prędkością 160 km/h. Poprzedni rekord należał do mjr. Ambrusza lecącego na samolocie Tatra T-101 z silnikiem Hirth HM 504 i wynosił 4175,5 km. Do pobicia tego rekordu przygotowywany był również polski samolot RWD-19. Rekordowy odcinek Arado Ar 79 był jednym z etapów rajdu "nad czterema kontynentami" na trasie Brandenburg – Brindisi – Bengazi – Gaya (etap rekordowy) – Bangkok – Medan – Surabaja – Port Darwin – Sydney w sumie ~ 20 tys. km. Był to międzynarodowy rekord odległości w klasie „C”, kategorii 3 (pojemność silnika od 2 do 4 litrów). Wyczynu tego dokonała załoga por.Pulkowski i ppor.Jennett. Do tego lotu samolot został wyposażony w dwa dodatkowe zbiorniki paliwa – jeden w tylnej części kadłuba (520 l) i jeden podczepiony pod kadłub (106 l).

## Dane techniczne
- Silnik Hirth HM 500 A-1 (105 KM)
- Rozpiętość skrzydeł: 10,00 m
- Długość: 7,60 m
- Masa własna 526 kg